# Élections municipales de 2021 dans le Nord-du-Québec
Les élections municipales québécoises de 2021 se déroulent le 7 novembre 2021. Elles permettent d'élire les maires et les conseillers de chacune des municipalités locales du Québec, ainsi que les préfets de quelques municipalités régionales de comté.